# Свято-Троицкий собор (Русе)
Свято-Троицкий собор — православный храм в Русе, кафедральный собор Русенской епархии . Построенный в 1632 году, он является старейшим православным храмом в городе .

## История
Церковь была возведена в 1632 году. Тогдашний закон Османской империи запрещал строить христианские храмы выше роста турка, сидящего на лошади, поэтому строители церкви в Русе использовали для её строительства древние катакомбы: главный церковный неф располагается 4,5 метра ниже уровня земли. Иконостас в храме был построен в 1805—1807 годах. Тогда же церковь расписывалась. Кто автор трёхъярусного, насчитывающего 32 иконы иконостаса, неясно — одни искусствоведы связывают эту работу с самоковской школой (тогда это была бы единственная такая работа этой группы художников в северной Болгарии), другие — с триавнской школой, ещё другие предполагают авторство местных художников.
В 1878 году, в ходе русско-турецкой войны, на площади перед собором состоялась торжественная встреча русских войск под командованием генерала Эдуарда Тотлебена, освободивших город от османского владычества .
Во время болгарского национального возрождения к здании были пристроены приделы Св. Александра Невского (освящен в 1884 г.) и святых Кирилла и Мефодия (в 1886 г.)). Возведена была также колокольня, увенчанная 19-метровым куполом. Строение обоих приделов финансировал Зафир Сароглу, друг митрополита Доростольского и Червенского Григория, чья резиденция находилась в Русе.
В 1979 году Александро-Невский придел был превращен в выставочную площадку, где проходят выставки церковного искусства. Ранее, в 1934 г., Стефан Иванов и Господин Желяжков сделали в храме новые фрески. В 2000 году в окнах собора были установлены витражи.
В храме находится икона Богородицы в типе Елеуссы XVII века, считающаяся чудотворной.
В притворе храма похоронены митрополиты Доростольские и Червенские Григорий, Михаил, Софроний и Василий.